# Nepheloleuca acuta
Nepheloleuca acuta är en fjärilsart som beskrevs av W. Warren 1897. Nepheloleuca acuta ingår i släktet Nepheloleuca och familjen mätare. Inga underarter finns listade i Catalogue of Life.